# Tratado de Badajoz (1801)
O Tratado de Badajoz, também referido como Paz de Badajoz, foi celebrado na cidade espanhola de Badajoz, em 6 de junho de 1801, entre Portugal, por uma parte, e a Espanha e a França coligadas, pela outra. Este diploma colocava fim à chamada Guerra das Laranjas, embora tenha sido assinado por Portugal sob coação, já que o país encontrava-se ameaçado pela invasão de tropas francesas estacionadas na fronteira, em Cidade Rodrigo.

## Conteúdo
Pelos seus termos, bastante severos para Portugal, estabelecia-se:
- Portugal fecharia os portos de todos os seus domínios às embarcações da Grã-Bretanha (art. II);
- A Espanha restituía a Portugal as fortificações e territórios conquistados de Juromenha, Arronches, Portalegre, Castelo de Vide, Barbacena, Campo Maior e Ouguela, com artilharia, espingardas e munições de guerra (art. III);
- A Espanha conservava, na qualidade de conquista, a praça-forte, território e população de Olivença, mantendo o rio Guadiana como linde daquele território com Portugal (art. IV);
- Eram indemnizados, de imediato, todos os danos e prejuízos causados durante o conflito pelas embarcações da Grã-Bretanha ou pelos súbditos de Portugal, assim como dadas as justas satisfações pelas presas feitas ilegalmente pela Espanha antes do conflito, com infracções do território ou debaixo do tiro de canhão das fortalezas dos domínios portugueses (art. V).

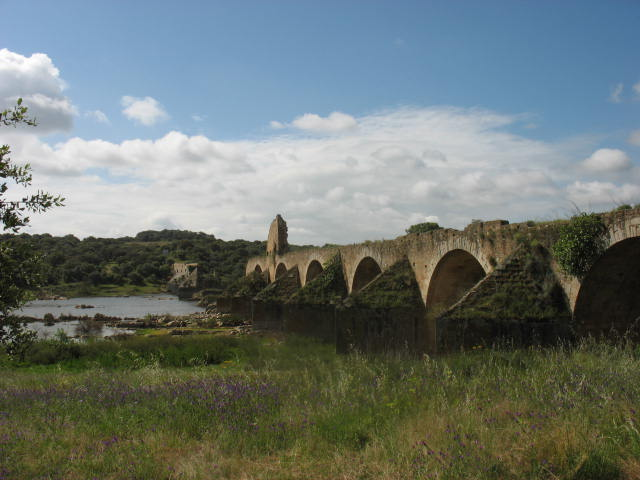
Ponte da Ajuda, sobre o rio Guadiana; vista da margem esquerda (lado espanhol)

Os termos do tratado foram ratificados pelo Príncipe-Regente de Portugal, D. João, no dia 14, e por Carlos IV de Espanha, a 21 do mesmo mês, mas foram rejeitados pelo primeiro cônsul da França, Napoleão Bonaparte. A manutenção das suas tropas em território espanhol, forçou Portugal a aceitar alterações à redacção do Tratado. Desse modo, a 29 de setembro desse mesmo ano era assinado um novo diploma, o chamado Tratado de Madrid que, se por um lado formulou imposições mais severas a Portugal, por outro, evitou uma nova violação do seu território. Por ele, eram mantidos os termos de Badajoz, mas Portugal, adicionalmente, obrigava-se a pagar à França um montante de 20 milhões de francos.
Com relação aos domínios coloniais na América do Sul, por este novo diploma Portugal cedia ainda metade do território do Amapá à França, comprometendo-se a aceitar como fronteira entre o Brasil e a Guiana Francesa, o rio Arawani (Araguari) até à foz. Estas condições adicionais foram estabelecidas e ditadas por Napoleão.

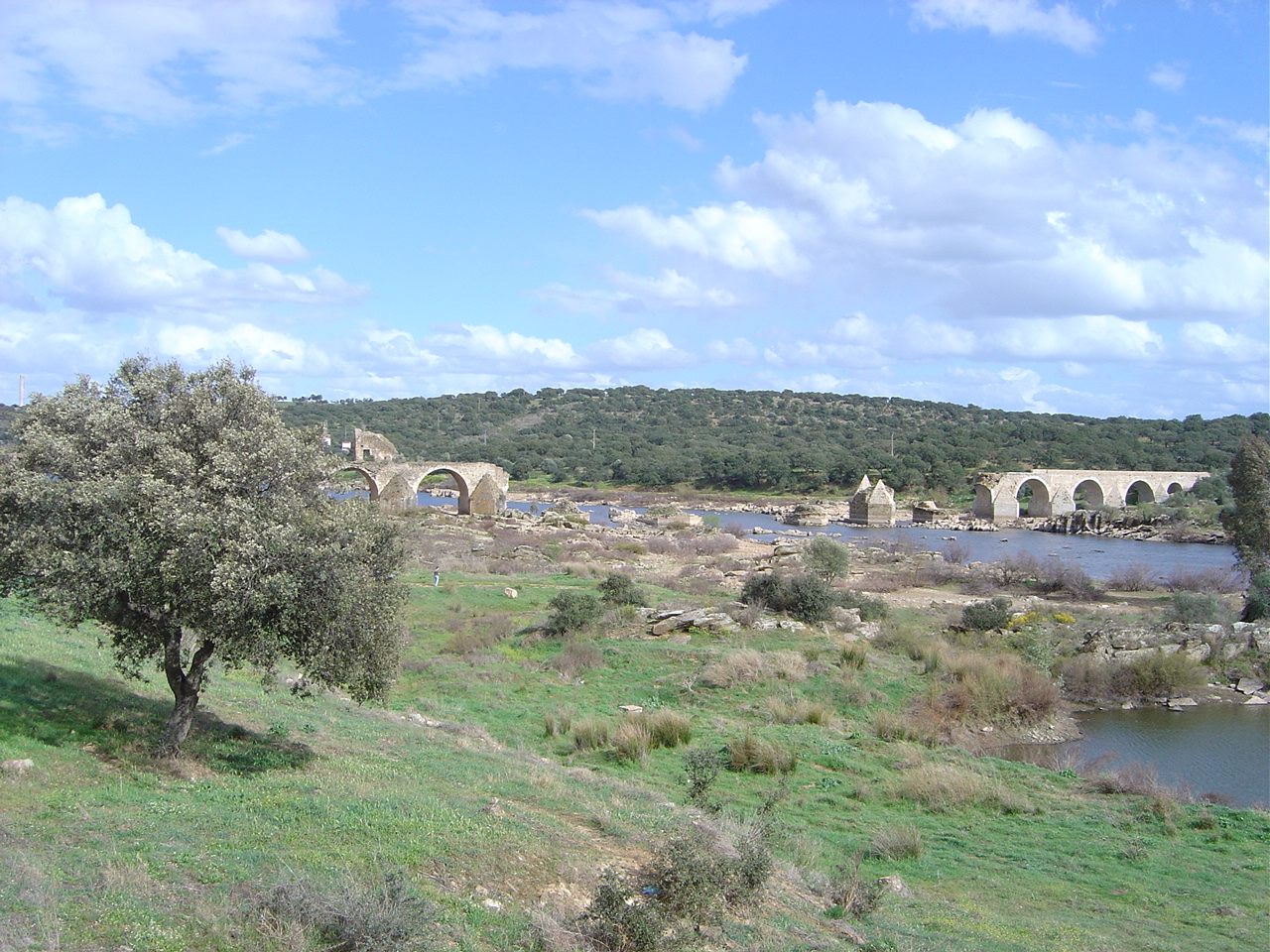
Ponte da Ajuda, sobre o rio Guadiana; vista da margem direita (lado português)

O Tratado de Badajoz não estabeleceu a soberania portuguesa sobre os Sete Povos das Missões, que seria tomado manu militari aos espanhóis pela população colonial, sem conhecimento da Coroa, alguns dias depois do tratado ser assinado. Somente em 1804 um acordo entre o vice-rei do Rio da Prata e o governador do Rio Grande reconheceria a soberania portuguesa na área.
Após a batalha de Trafalgar (1805), na qual a Marinha Real Britânica derrotou as marinhas da França e da Espanha, Napoleão fracassou na tentativa de invadir a Grã-Bretanha e decretou o Bloqueio Continental (1806). Diante da recusa Portuguesa em acatar os seus termos, foi assinado o Tratado de Fontainebleau (27 de outubro de 1807), ocorrendo a subsequente invasão franco-espanhola de Portugal, o que deflagrou a chamada Guerra Peninsular. O rei João VI de Portugal, retirando-se para o Brasil (1807), declarou nulo, a 1 de maio de 1808, o tratado de Badajoz por Ex justa causa devido à invasão do território português, deixando por conseguinte de reconhecer a ocupação espanhola de Olivença que, no entanto, se mantém até aos dias de hoje (violando o Tratado de Viena).